# Đảo chính
Đảo chính hay đảo chánh (tiếng Pháp: coup d'état), còn gọi là chính biến hay chánh biến, là việc lật đổ một chính phủ bằng cách dùng những biện pháp vi hiến. Đảo chính hiện hành khi mà chính quyền bị lật đổ không còn nhận được sự ủng hộ của những lực lượng tham gia đảo chính. Một cuộc đảo chính có thể dùng bạo lực hay không bạo lực.
Trong chính trị, cách mạng và đảo chính có những điểm giống và khác với nhau: Cách mạng và đảo chính đều được tiến hành nhằm lật đổ chế độ chính trị cũ, nhưng khác nhau ở mục tiêu sau đó: cách mạng là thay chế độ cũ bằng 1 chế độ mới tiến bộ hơn về cơ cấu và tính chất, còn đảo chính là thay thế 1 chính quyền này bằng 1 chính quyền khác có bản chất giống như cũ. Một cuộc đảo chính thường chỉ được thực hiện bởi một nhóm lãnh đạo nhắm vào một nhóm các lãnh đạo khác, trong khi một cuộc cách mạng thường được tổ chức bởi phần lớn quần chúng xã hội và thường lật đổ cả thể chế chính trị cũ của quốc gia.
Chữ "coup d'état" là một nhóm từ ngữ tiếng Pháp, có nghĩa là "đánh nhà nước". Trong một số ngôn ngữ, từ "putsch" vốn là tiếng Đức cũng được dùng, sau cuộc đảo chính không thành của Adolf Hitler tại München trong năm 1923.